# Saint-André-sur-Cailly
Saint-André-sur-Cailly – miejscowość i gmina we Francji, w regionie Normandia, w departamencie Sekwana Nadmorska.
Według danych na rok 1990 gminę zamieszkiwało 636 osób, a gęstość zaludnienia wynosiła 52 osoby/km² (wśród 1421 gmin Górnej Normandii Saint-André-sur-Cailly plasuje się na 373. miejscu pod względem liczby ludności, natomiast pod względem powierzchni na miejscu 235.).